# Balthasar Brandmayer
Balthasar Brandmayer (* 15. September 1892 in Götting bei Bad Aibling; † 23. Januar 1960 in Putzbrunn bei München) war ein Weggefährte Adolf Hitlers im Ersten Weltkrieg. Brandmayer wurde vor allem durch sein Erinnerungsbuch „Zwei Meldegänger“ von 1932 bekannt, in dem er von seinen gemeinsamen Kriegserlebnissen mit Hitler berichtet.

## Leben und Wirken
Nach dem Besuch der Volksschule und einer Maurerlehre nahm Brandmayer ab November 1914 am Ersten Weltkrieg teil, wo er ab Mai 1915 als Regimentsordonnanz (Meldegänger beim Regimentsstab) fungierte. Von dieser Zeit an bis zu einer Verwundung im Mai 1918 arbeitete Brandmayer eng mit Hitler zusammen. Nach seiner Entlassung aus der Reichswehr im Oktober 1918 arbeitete er als Maurer in Bruckmühl.
Gemeinsam mit dem Verleger Heinz Bayer schrieb Brandmayer 1932 ein Buch über die gemeinsamen Erlebnisse mit Hitler im Krieg. Zum 1. Februar 1932 trat Brandmayer in die NSDAP ein (Mitgliedsnummer 916.444), fand 1934 als ehemaliger Kriegskamerad Hitlers Anstellung bei der Deutschen Reichsbahn und ab 1935 beim Regierungspräsidenten für Oberbayern. In einem Schreiben vom 19. Oktober 1939 von der Kanzlei des Führers der NSDAP wurde ausgeführt, dass, „Brandmayer (…) einer der wenigen (ist), die dem Führer gegenüber das kameradschaftliche «Du» anwenden dürfen.“
1937 schenkte Hitler Brandmayer 5.000 Reichsmark (nach heutiger Kaufkraft, inflationsbereinigt: ca. 26.300 EUR) „zur Klärung seiner gesamten wirtschaftlichen Verhältnisse“. Ab April 1940 war Brandmayer als Amtswart bei einer Kreisfürsorgestelle in München bis Mai 1945 beschäftigt. Nach 1945 arbeitete er wieder als Maurer in München.

## Ausgaben
- Zwei Meldegänger. Bayer, Bruckmühl 1932. 119 S.
- Meldegänger Hitler. Erlebt und erzählt von Balthasar Brandmayer, mitgeteilt von Heinz Bayer. 2., verbesserte Aufl., Buchverlag Franz Walter, München 1933. 117 S.
- Mit Hitler. Meldegänger 1914–18. 9. Aufl. F. Walter, Überlingen 1940. 92 S.